# Le Mot d'ordre (quotidien, 1940-1944)
Pour les articles homonymes, voir Le Mot d'ordre.
Le Mot d'ordre est un ancien journal fondé en août 1940 par deux députés socialistes ralliés au régime de Vichy : Ludovic-Oscar Frossard, député de Haute-Saône et ministre dans les années 1930 et René Gounin, député puis sénateur de Charente.
Le journal bénéficie de subventions de la part du gouvernement de Vichy et se propose d'apporter « une contribution modeste, mais loyale et utile […] à la reconstruction nationale ».
Il paraît d'abord à Clermont-Ferrand, à la suite du repli en zone Sud de l'équipe de La Justice, puis à Marseille à partir d'octobre 1940 et également à Lyon. Il aurait servi de couverture à la Résistance après 1943.
Maurice Druon y collabore en 1941 et 1942. Stanislas Fumet en dirige les pages littéraires y publiant notamment La Rose et le Réséda de Louis Aragon le 11 mars 1943,.
Le journal cesse de paraître le 26 février 1944.
Le no 1 est daté du 20 août 1940 et le no 1130 est daté du 26 février 1944.